# Elena García Armada

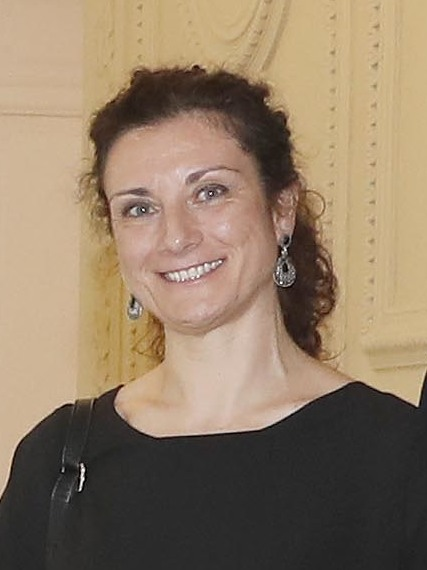
Elena García Armada

Elena Garcia Armada (Valladolid, 1971) is een Spaanse onderzoeker, roboticus en oprichter van een bedrijf die uitgebreid onderzoek heeft gedaan naar prothetische exoskeletten om mensen te helpen lopen.

## Het vroege leven en onderwijs
Elena Garcia Armada werd in 1971 geboren in Valladolid, Spanje. Ze behaalde in 2002 een doctoraat in robottechnologie aan de Polytechnische Universiteit van Madrid en begon een carrière in de industriegerichte robotica. Ze begon te werken bij het Centrum voor Automatisering en Robotica, (CAR) CSIC-UPM, als postdoctoraal onderzoeker.

## Daniela
In 2009 ontmoette Garcia Daniela, een zesjarig meisje dat tetraplegisch was geworden als gevolg van een verkeersongeval. Garcia was vastbesloten om pediatrische robot-exoskeletten te ontwikkelen, die op dat moment niet in de geneeskunde beschikbaar waren. Het doel van deze exoskeletten was het bieden van loophulp om bij te dragen aan de revalidatie van gewonde kinderen of kinderen die lijden aan degeneratieve neuromusculaire aandoeningen.

## Carrière
Garcia blijft als senior wetenschapper voor CAR werken. Ze leidt haar eigen onderzoeksgroep die kunstbenen en viervoeters maakt en veelzijdige kunstspieren ontwikkelt.
Garcia richtte in 2013 Marsi Bionics op als een spin-off van CAR. Het bouwt verstelbare pediatrische exoskeletten die kleine motoren bevatten om spierbewegingen na te bootsen en de persoon de kracht te geven om te lopen.

## Onderzoek en publicaties

### Boeken
- García Armada, Elena (2015). Robots. Madrid : Editorial CSIC Consejo Superior de Investigaciones Científicas, Los Libros de la Catarata, pp. 94. ISBN 978-84-00-09914-5.
- García Armada, E (2006). Quadrupedal Locomotion. Springer-Verlag London Limited, XIV, 268. ISBN 978-1-84628-307-9.

### Tijdschriften en tijdschriftartikelen
- Garcia Armada, E (February 2009). Robots que caminan. Investigación y Ciencia (389): 8–9.
- Garcia, E (2001). Soft computing techniques for improving foot trajectories in walking machines. Journal of Robotic Systems 18: 343–356. DOI: 10.1002/rob.1028.
- Garcia Armada, E (2002). Velocity dependence in the cyclic friction arising with gears. The International Journal of Robotics Research 21 (9): 761–771. DOI: 10.1177/0278364902021009877.
- Garcia Armada, E (2002). A comparative study on stability margins for walking machines. Robotica 20 (6): 595–606. DOI: 10.1017/S0263574702004502.
- Garcia Armada, E (2003). On finding the relevant dynamics for model based controlling walking robots. Journal of Intelligent and Robotic Systems 37 (4): 375–398. DOI: 10.1023/A:1026104815610.
- Garcia Armada, E (2004). Mobile Robot Navigation with Complete Coverage of Unstructured Environments.. Robotics and Autonomous Systems 46 (4): 195–204. DOI: 10.1016/j.robot.2004.02.005.
- Garcia Armada, E (2005). An improved energy stability margin for walking machines subject to dynamic effects. Robotica 23 (1): 13–20. DOI: 10.1017/S0263574704000487.
- Garcia Armada, E (2006). On the Improvement of Walking Performance in Natural Environments by a Compliant Adaptive Gait. IEEE Transactions on Robotics 22 (6): 1240–1253. DOI: 10.1109/TRO.2006.884343.
- Garcia Armada, E (2007). The Evolution of Robotics Research from Industrial Robotics to Field and Service Robotics. IEEE Robotics and Automation Magazine 14 (1): 90–103. DOI: 10.1109/MRA.2007.339608.
- Garcia Armada, E (2008). Dealing with Internal and External Perturbations on Walking Robots. Autonomous Robots 24 (3): 213–227. DOI: 10.1007/s10514-007-9079-y.
- Garcia Armada, E (2011). Combining series-elastic actuation and magneto-rheological damping for the control of agile locomotion. Robotics and Autonomous Systems 59 (10): 827–839. DOI: 10.1016/j.robot.2011.06.006.
- Garcia Armada, E (2011). On the Biomimetic Design of Agile-Robot Legs. Sensors 11 (12): 11305–11334. PMID 22247667. PMC 3251984. DOI: 10.3390/s111211305.
- Garcia Armada, E (2013). Modular and versatile platform for the benchmarking of modern actuators for robots. Smart Structures and Systems 11 (2): 135–161. DOI: 10.12989/sss.2013.11.2.135.
- Garcia Armada, E (2015). On the technological instantiation of a biomimetic leg concept for agile locomotion. ASME Journal of Mechanisms and Robotics 7 (3).

- Biblioteca Nacional de España: XX5497365
- Catàleg d'autoritats de noms i títols de Catalunya: 981058616081506706
- Gemeinsame Normdatei: 1252754345
- International Standard Name Identifier: 0000 0000 6107 6886
- Library of Congress Control Number: n2021037789
- Nationale Bibliotheek van Tsjechië: pna2016930557
- Système universitaire de documentation: 261617680
- Virtual International Authority File: 317028593
- WorldCat: E39PBJrCdvRkcH3XphgTQjPfbd